# Орлов Данило Федорович
Дани́ло Фе́дорович Орло́в (нар. 20 травня 1986, Новополоцьк) — білоруський хокеїст, захисник.

## Біографія
Вихованець хокейної школи «Полімір» (Новополоцьк). Кар'єру розпочав в 2002 році у другій команді «Полімір» (Новополоцьк) в чемпіонаті Вищої ліги Білорусі. Виступав за «Хімік-СКА-2» (Новополоцьк), ХК «Вітебськ-2», ХК «Вітебськ», ХК «Гомель», ХК «Ліда» та «Хімік-СКА» (Новополоцьк).
В чемпіонаті Білорусі провів 292 матчі, набрав 59 (21 голів) очок. У білоруській Вищій лізі провів 219 матчів і набрав 78 очок. У кубку Білорусі зіграв 28 матчів і набрав 11 очок (2+9).
2015 року завершив кар'єру гравця.

## Досягнення
- Володар Кубка Білорусі: 2013